# Strawberry Shortcake: The Sweet Dreams Movie
Strawberry Shortcake: The Sweet Dreams Movie és un llargmetratge en imatges de síntesi, estrenada per Kidtoon Films en els cinemes americans el 6 d'octubre de 2006. La pel·lícula presenta les estrelles de Sarah Heinke, Rachel Ware, Nils Haaland i Bridget Robbins.
És la quarta estrena d'una sèrie produïda per DiC, després de Les Minipouss (1985), Rainbow Brite and the Star Stealer (1985) i Heathcliff: The Movie (1986).